# محلل مائي
محلل مائي (بالإنجليزية: Hydrolysate)‏ يشير إلى أي ناتج للتحلل المائي. البروتين المحلل له تطبيق خاص في الطب الرياضي لأن استهلاكه يسمح للجسم بامتصاص الأحماض الأمينية بسرعة أكبر من البروتينات السليمة، وبالتالي زيادة توصيل المغذيات إلى أنسجة العضلات. كما أنها تُستخدم في صناعة التكنولوجيا الحيوية كمكمل لمزارع الخلايا. في إصدار كانون الأول/ديسمبر 2013 من المجلة الدولية لعلوم وتكنولوجيا الأغذية، تبين أن المحلل المائي غني بحمض الأسبارتيك والمعادن الضرورية المنغنيز والسيلينيوم.[هل المصدر موثوق به؟]